# Eurobodalla
Eurobodalla är en region i Australien. Den ligger i delstaten New South Wales, i den sydöstra delen av landet, omkring 260 kilometer sydväst om delstatshuvudstaden Sydney. Antalet invånare är 37 234.
Följande samhällen finns i Eurobodalla:
- Batemans Bay
- Narooma
- Moruya
- Dalmeny
- Broulee
- Bodalla
- Moruya Heads
- Kianga
- Benandarah
- Durras
- Nelligen
- Central Tilba

I omgivningarna runt Eurobodalla växer i huvudsak städsegrön lövskog. Runt Eurobodalla är det glesbefolkat, med 9 invånare per kvadratkilometer. Genomsnittlig årsnederbörd är 1 103 millimeter. Den regnigaste månaden är februari, med i genomsnitt 168 mm nederbörd, och den torraste är juli, med 26 mm nederbörd.